# Greace Park
Greace Park, coneguda com a Grace Park, (14 de març de 1974, Los Angeles) és una actriu canadenca nascuda als Estats Units i de pares coreans. Coneguda principalment pel seu paper com als clons Sharon "Boomer" Valerii i Sharon "Athena" Agathon en la sèrie Battlestar Galactica i per la sèrie canadenca Edgemont. També va interpretar la detectiu Kono Kalakaua durant les primeres set temporades del remake de la sèrie Hawaii Five-0, de la CBS.

## Biografia
La seva família es va traslladar a Canadà quan només tenia 22 mesos. Es va graduar a l'escola Magee Secondary School, va estudiar a la University of British Columbia on es va graduar en psicologia i espanyol. També parla coreà, una mica de francès i cantonès. Actualment viu a Vancouver amb el seu marit, Phil Kim.

## Carrera
Grace Park comença la seva carrera l'any 2000 amb un petit paper en la pel·lícula d'acció hongkongnesa Romeo ha de morir. Comença a donar-se a conèixer gràcies al paper regular de Shannon Ng a la sèrie televisiva Edgemont que va representar durant cinc anys. El 2001, participa en la sèrie L'Invencible, al costat de Lorenzo Lamas. Participa després en sèries com Dark Angel o Stargate SG 1 on fa algunes aparicions.
És amb Battlestar Galactica on realment s'enlaira la seva carrera, on encarna els clons cylon Sharon Valerii (Boomer) i Sharon Agathon (Athena), uns dels personatges principals.

### Televisió
- 2000 : L'Invincible : Mikiko
- 2001 - 2004 : Edgemont (temporades 1 a 5): Shannon Ng
- 2001 : Dark Angel (temporada 2): Reproductrice X5
- 2001 : Stargate SG-1 (temporada 5, episodi 13): Lieutenant Satterfield
- 2003 : Andromeda (Gene Roddenberry s Andromeda) (temporada 4): Docteur 26-Carol
- 2003 : Jake 2.0 (temporada 1): Fran Yoshida
- 2004 - 2008 : Battlestar Galactica (temporada 1 a 4): Lieutenant Sharon «Boomer» Valerii / «Athéna» Agathon
- 2008 - 2009 : The Cleaner (temporades 1 i 2): Akani Costa
- 2008 - 2010 : The Border (temporada 2 i 3): Agent especial Liz Carver
- 2008 : CSI: Crime Scene Investigation (temporada 9, episodi 20): Una participació en la convenció de ciència-ficció
- 2010 : Human Target: La ble (Human Target) (temporada 1, episodi 9): Eva Khan
- 2010 - 2017 : Hawaii Five-0: Kono Kalakaua